# Seznam osobností Filadelfie
Seznam osobností Filadelfie uvádí některé známé osobnosti, jejichž život nebo působení jsou spojeny s městem Filadelfie v americkém státě Pensylvánie.

## 18. století

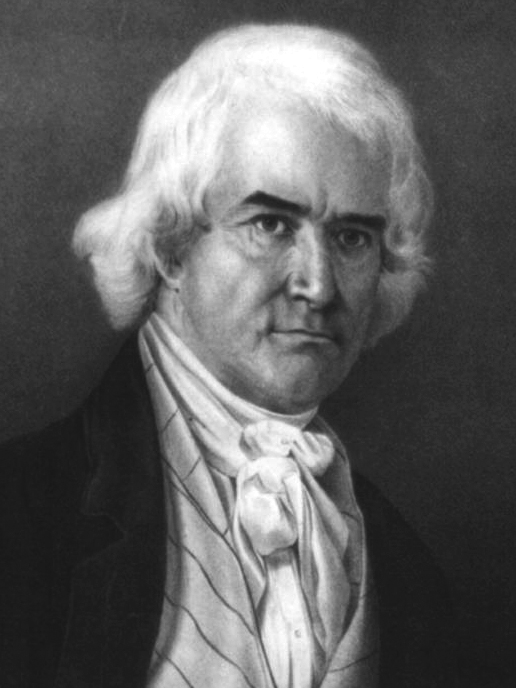
George M. Dallas (1792–1864)

- Benjamin Franklin (1706–1790), nakladatel, novinář, autor, filantrop, abolicionista, úředník, vědec, knihovník, diplomat, státník a objevitel
- Michael Hillegas (1729–1804), první pokladník USA
- Thomas Willing (1731–1821), obchodník
- George Clymer (1739–1813), politik, signatář Deklarace nezávislosti
- Charles Brockden Brown (1771–1810), spisovatel, historik a vydavatel
- Frederick Graff (1775–1847), inženýr
- George M. Dallas (1792–1864), politik a viceprezident USA

## 19. století

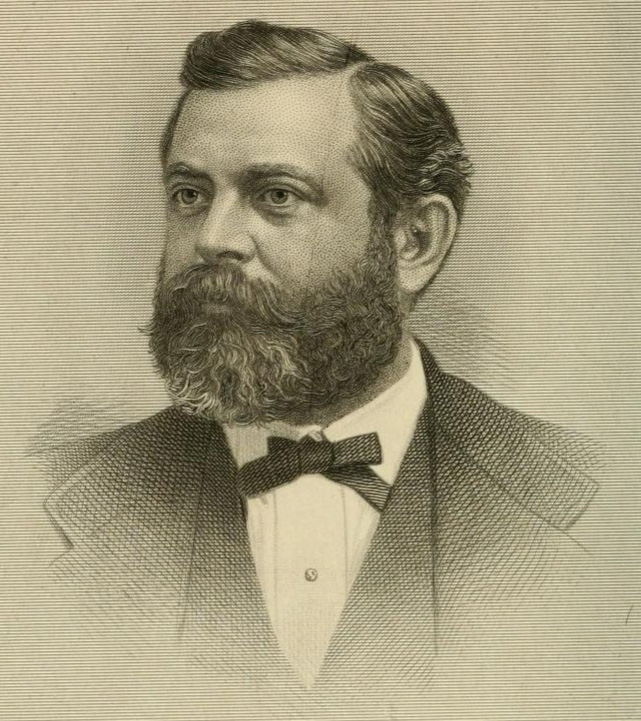
Leon Abbett (1836–1894)

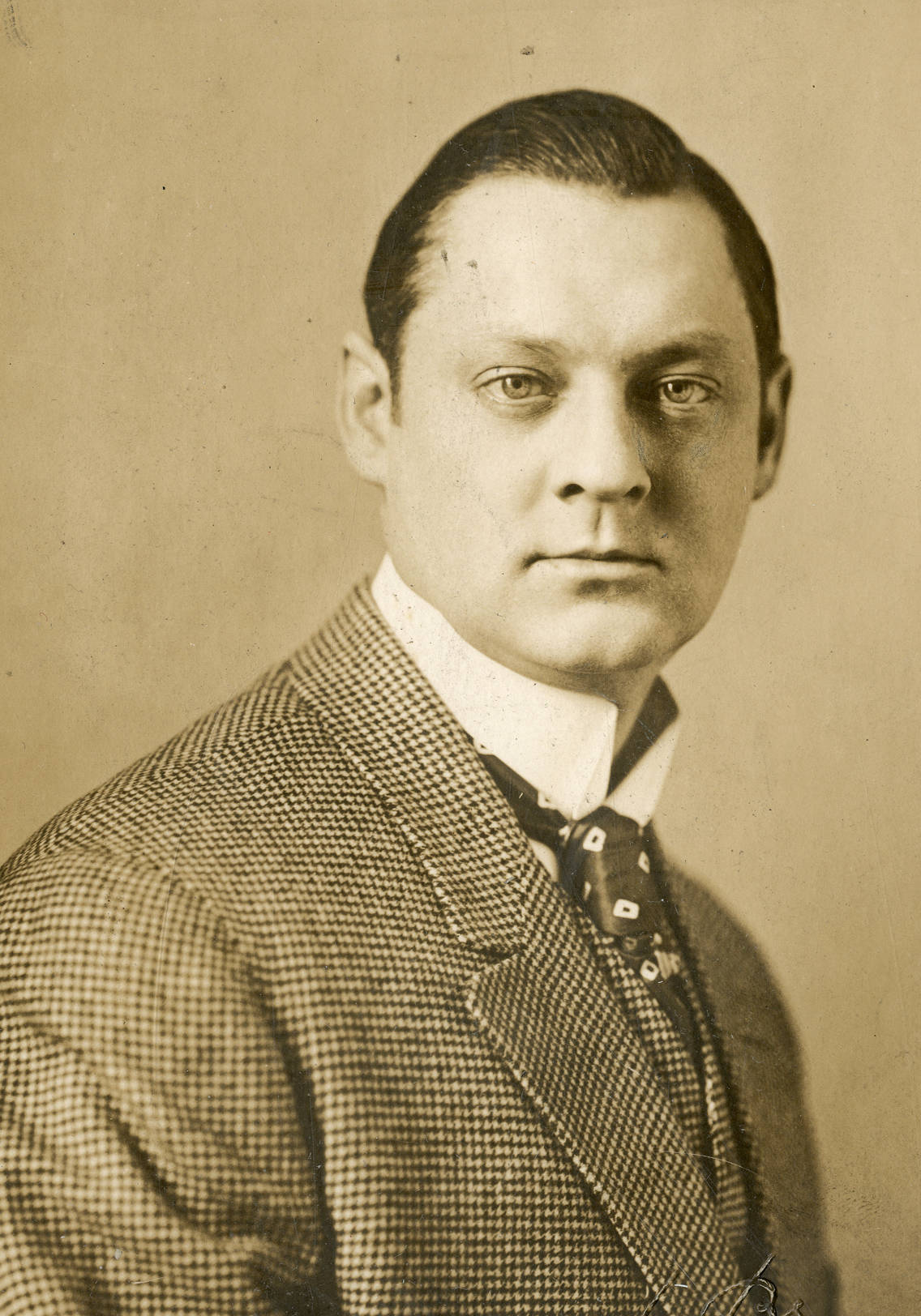
Lionel Barrymore (1878–1954)

- Sarah Yorke Jacksonová (1803–1887), snacha 7. prezidenta USA Andrewa Jacksona
- Lorenzo Langstroth (1810–1895), pastor, učitel a včelař
- Joseph Leidy (1823–1891), paleontolog a anatom
- George B. McClellan (1826–1885), generál
- Ignatius L. Donnelly (1831–1901), právník, amatérský badatel, spisovatel, politik
- Leon Abbett (1836–1894), politik
- John Wanamaker (1838–1922), podnikatel, politik a významná osobnost veřejného a náboženského života v USA
- Henry George (1839–1897), politický ekonom, politik a novinář
- Edward Drinker Cope (1840–1897), anatom a paleontolog
- Sam Loyd (1841–1911), šachista
- Theophilus Van Kannel (1841–1919), vynálezce otáčivých dveří
- Thomas Eakins (1844–1916), realistický malíř, fotograf a sochař
- William Morris Davis (1850–1934), geograf, geolog, geomorfolog a meteorolog
- Cecilia Beauxová (1855–1942), malířka
- Benjamin Guggenheim (1865–1912), obchodník
- Lionel Barrymore (1878–1954), herec a režisér
- Ethel Barrymore (1879–1959), herečka
- John Barrymore (1882–1942), herec
- William Tilden (1883–1953), tenista
- Man Ray (1890–1976), malíř a fotograf

## 20. století

### 1901–1940

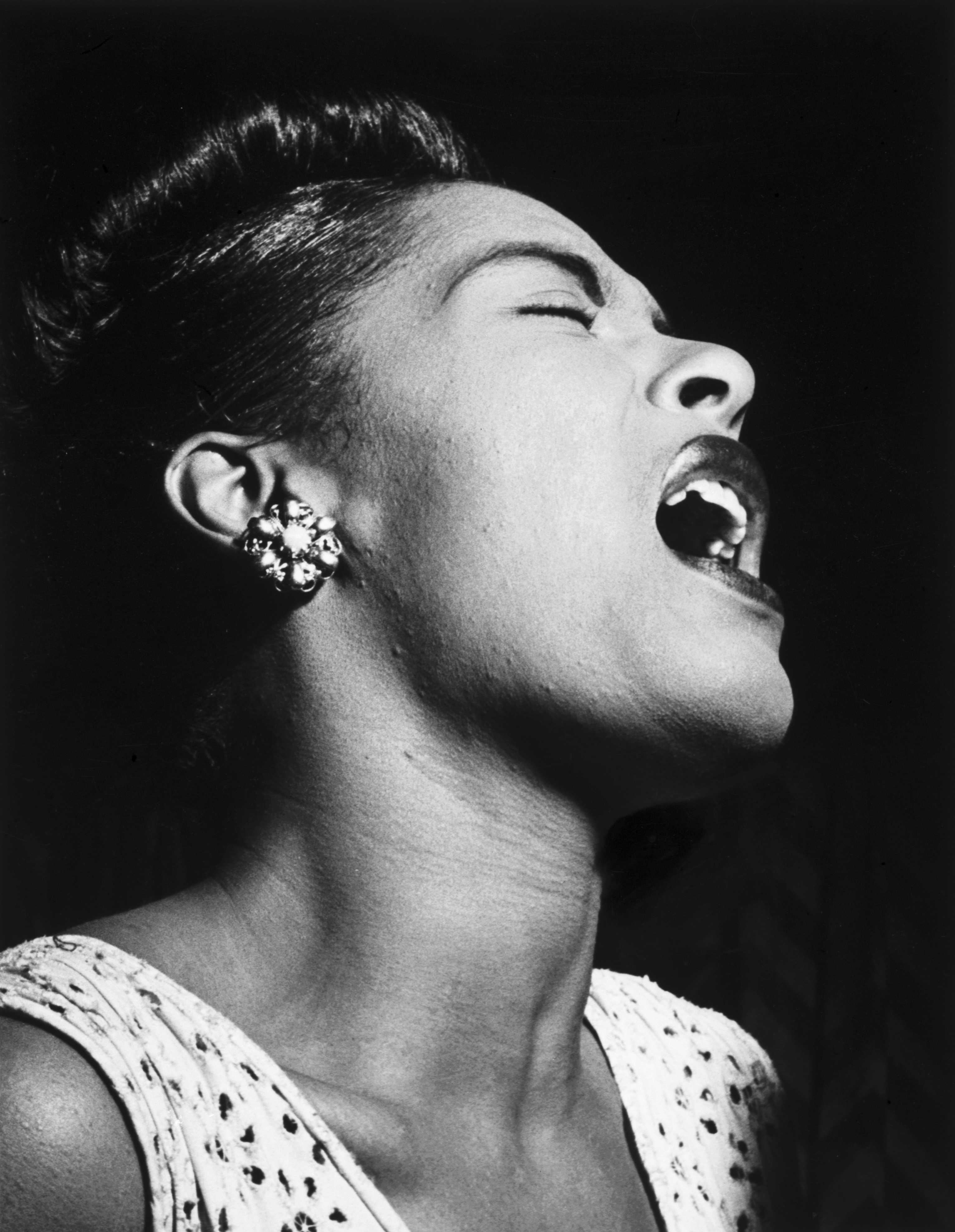
Billie Holiday (1915–1959)

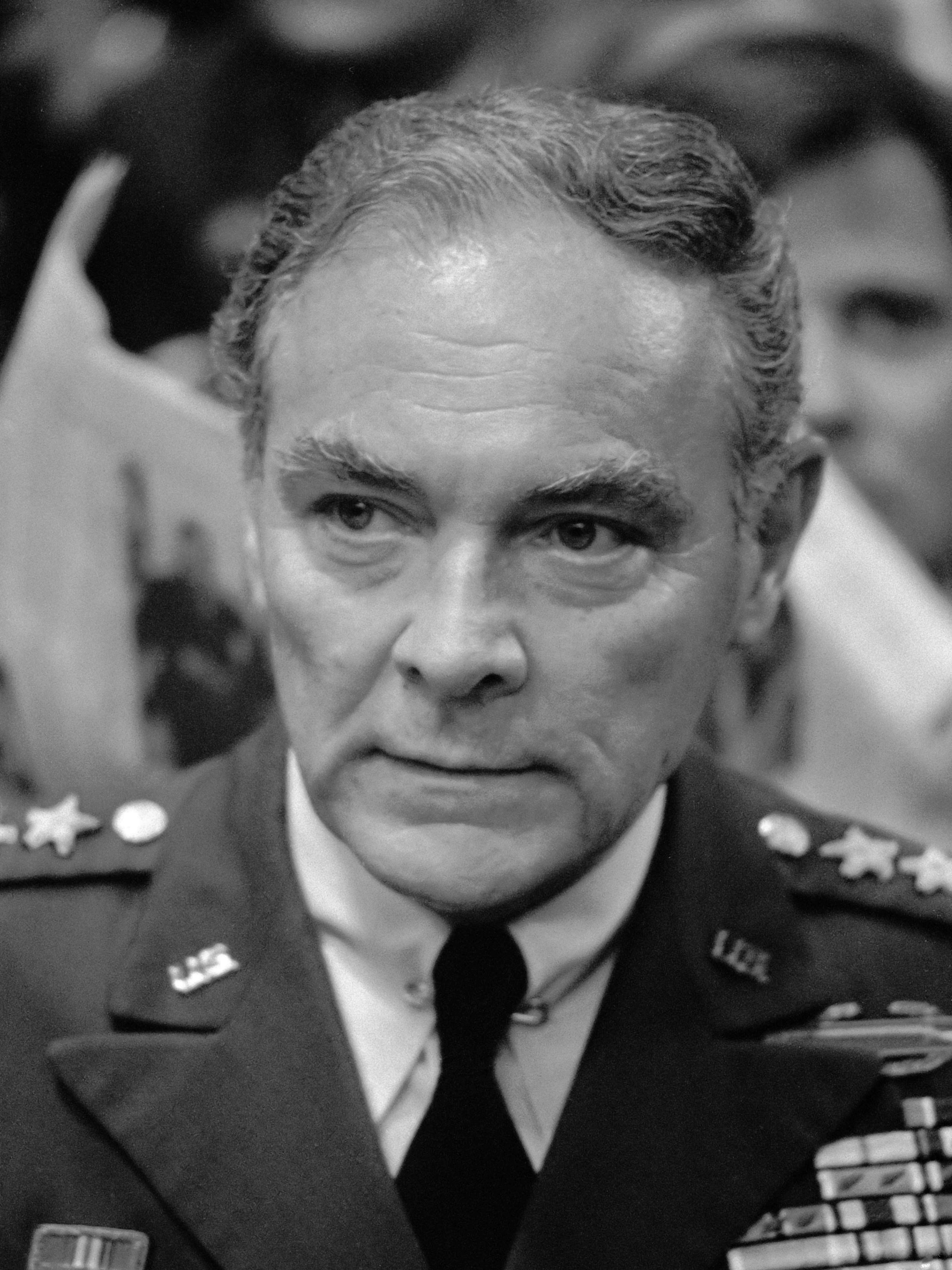
Alexander Haig (1924–2010)

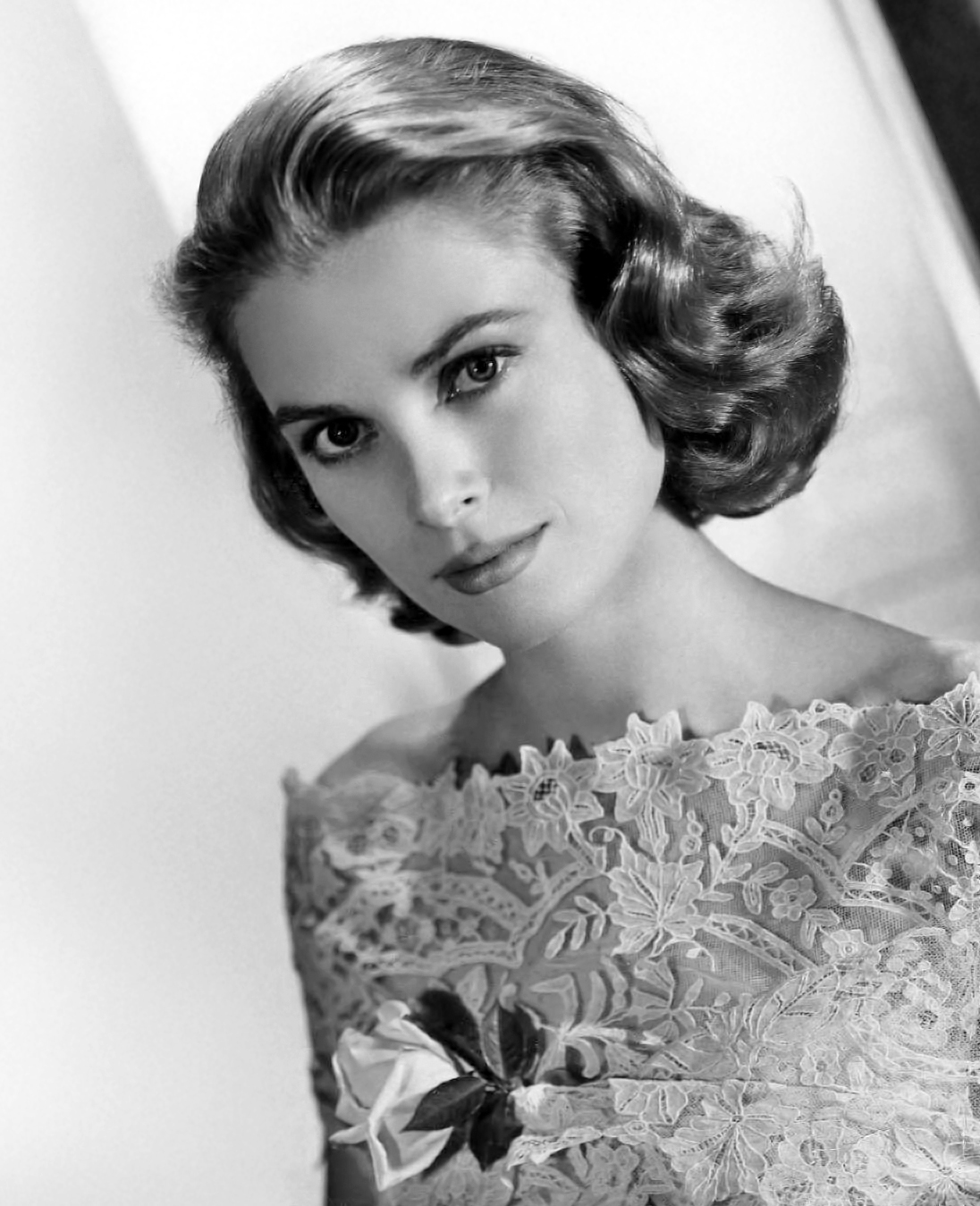
Grace Kellyová (1929–1982)

- Margaret Meadová (1901–1978), kulturní antropoložka
- Janet Gaynorová (1906–1984), herečka
- Richard Brooks (1912–1992), režisér, scenárista a producent
- Billie Holiday (1915–1959), jazzová zpěvačka
- Walter Isard (1919–2010), ekonom
- Mario Lanza (1921–1959), tenor a hollywoodská filmová hvězda
- Arthur Penn (1922–2010), filmový režisér
- Irvin Kershner (1923–2010), filmový režisér
- Alexander Haig (1924–2010), armádní generál a minister zahraničních věcí USA
- John Backus (1924–2007), informatik
- Lloyd Alexander (1924–2007), spisovatel žánru fantasy
- Sidney Lumet (1924–2011), filmový režisér, scenárista a herec
- Robert Venturi (1925–2018), architekt
- Ernie Andrews (1927–2022), zpěvák
- Al Martino (1927–2009), zpěvák a herec
- Stan Getz (1927–1991), tenorsaxofonista
- Vera Rubin (1928–2016), astronomka
- Noam Chomsky (* 1928), lingvista, filozof, politický aktivista, disident a anarchista
- Grace Kellyová (1929–1982), herečka, monacká kněžna
- Robert Prosky (1930–2008), herec
- Charles Conrad (1930–1999), astronaut, třetí člověk na Měsíci
- Donald Barthelme (1931–1989), spisovatel, představitel postmoderny
- Ben Bova (1932–2020), spisovatel sci-fi
- Richard Lester (* 1932), filmový režisér a producent
- Shirley Scott (1934–2002), varhanice
- Peter Boyle (1935–2006), herec
- Wilt Chamberlain (1936–1999), basketbalista považovaný za jednoho z nejlepších všech dob
- Bill Cosby (* 1937), herec, komik, zpěvák, spisovatel a televizní producent
- McCoy Tyner (1938–2020), jazzový pianista
- Frankie Avalon (* 1940), herec, zpěvák a bývalý teen idol
- Solomon Burke (1940–2010), zpěvák, textař, skladatel a držitel ocenění Grammy Award

### 1941–2000

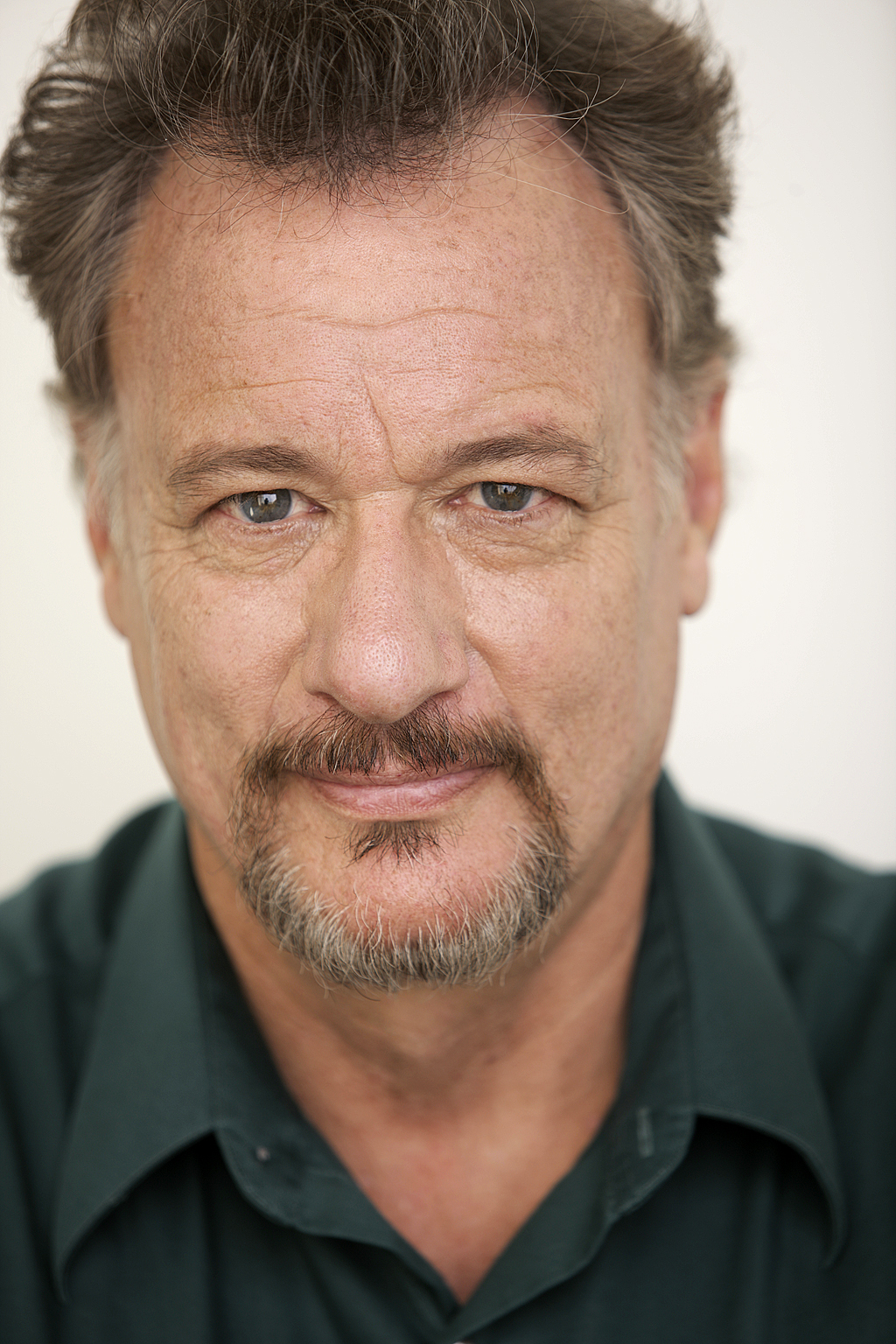
John de Lancie (1948)

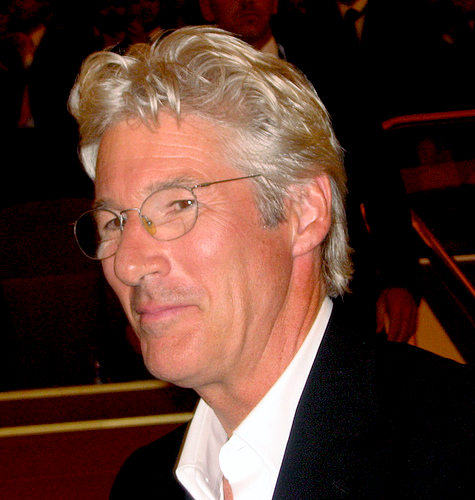
Richard Gere (1949)

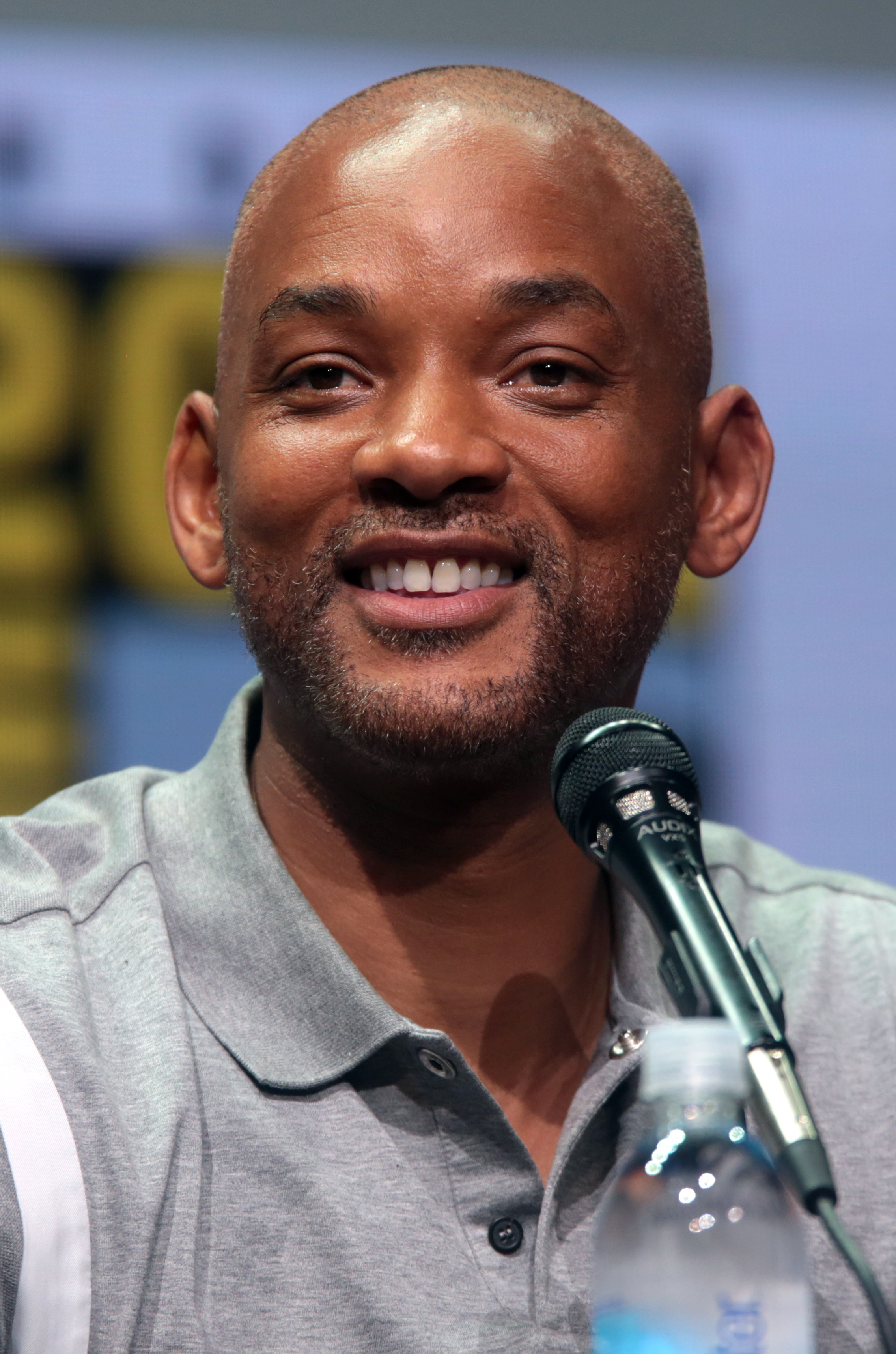
Will Smith (* 1968)

- Chubby Checker (* 1941), rock’n’rollový zpěvák
- Joseph Hooton Taylor (* 1941), radioastronom
- Blythe Dannerová (* 1943), herečka
- Mitchell Feigenbaum (* 1944), fyzik, matematik pracující na problémech teorie chaosu
- Patti LaBelle (* 1944), zpěvačka, herečka a skladatelka
- Joe Beck (1945–2008), jazzový kytarista
- Randy Brecker (* 1945), trumpetista, jazz, rock a R&B
- Joan La Barbara (* 1947), zpěvačka a skladatelka
- John de Lancie (* 1948), herec
- Michael Brecker (1949–2007), jazzový saxofonista a skladatel, držitel 13 cen Grammy
- Richard Gere (* 1949), herec
- Jaco Pastorius (1951–1987), basový kytarista a hudební skladatel
- Robert Picardo (* 1953), herec
- Michael Sembello (* 1954), kytarista, zpěvák a hudební skladatel
- Michael Connelly (* 1956), novinář a spisovatel
- Kevin Bacon (* 1958), herec
- Kim Delaney (* 1958), herečka
- Linda Fiorentino (* 1958), herečka
- Joan Jett (* 1958), rocková zpěvačka a kytaristka
- Pamela Fryman (* 1959), sitcomová režisérka a producentka
- Christopher Ferguson (* 1961), astronaut
- Mike Powell (* 1963), atlet, držitel dvou stříbrných medailí ve skoku do dálky na Olympijských hrách
- Will Smith (* 1968), herec, filmový producent a zpěvák
- Seth Green (* 1974), herec
- Bradley Cooper (* 1975), herec
- Joseph Lawrence (* 1976), herec, bratr Matthewa a Andrewa
- Katherine Moennig (* 1977)‚ herečka
- Sara Shepardová (* 1977), spisovatelka
- Kobe Bryant (1978–2020), basketbalista
- Matthew Lawrence (* 1980), herec, bratr Josepha a Andrewa
- Asher Roth (* 1985), rapper
- Andrew Lawrence (* 1988), herec, bratr Matthewa a Josepha
- Sydney Park (* 1997), herečka a komička